# Riders of the Dusk
Riders of the Dusk è un film del 1949 diretto da Lambert Hillyer.
È un western statunitense con Whip Wilson.

## Produzione
Il film, diretto da Lambert Hillyer su una sceneggiatura di Adele Buffington e Robert Emmett Tansey, fu prodotto da Eddie Davis per la Monogram Pictures e la Great Western Productions.

## Distribuzione
Il film fu distribuito negli Stati Uniti dal 13 novembre 1949 al cinema dalla Monogram Pictures.

## Promozione
Le tagline sono:
- HIS WHIP IS COILED FOR ACTION! HIS TRIGGER IS ITCHING FOR REVENGE! Whip's out to smash an outlaw land-grab... and avenge the killing of a pal!
- WHIP LASHES OUT AGAINST KILLERS!
- WHIP WILSON... The West's Rip-Roaring New Star Sensation!
- He's a Wizard with his Whip!!!